# Интервенция в Ливии
Интервенция в Ливии — военное вмешательство сил международной коалиции (в основном стран блока НАТО) в гражданскую войну в Ливии, санкционированное Резолюцией Совета Безопасности ООН 1973, принятой 17 марта 2011 года, декларирующей защиту мирных жителей как цель вооружённого вмешательства (см. Гуманитарная интервенция).
Решение ООН о военной интервенции в Ливии основано на статье 42 главы 7 Устава организации о поддержании или восстановлении международного мира и безопасности силовым путём, когда это невозможно сделать иначе. Седьмая глава делает акцент на том, что интервенция возможна в случае серьёзной угрозы и для предотвращения ухудшения ситуации, дополняя пункт 7 статьи 2 главы 1 о невмешательстве во внутренние дела государств.
Вице-адмирал ВМС США Уильям Гортни заявил, что американская часть операции будет иметь название Odyssey Dawn. Другие государства на фоне операции коалиционных сил проводили свои собственные (национальные) операции.
31 октября 2011 года нападение НАТО на Ливию было официально завершено.

## Причины интервенции
Одной из основных причин интервенции можно считать многолетнее (по факту начавшееся с госпереворота 1969 года и прихода к власти молодого полковника Муаммара Каддафи) идеологическое, политическое и порой военное противостояние между Ливией и Западом, заключавшееся в различии систем, недовольством США и их союзников преследованием диссидентов и сотрудничестве ливийских властей с радикальными исламистами, а ливийскими властями — агрессивной империалистической политикой западных держав.
За это Ливия была отнесена к так называемой «Оси зла», в которую входят страны, чья политика вызывает крайнее беспокойство у Соединённых Штатов. Официальное Триполи активно сотрудничало с другими государствами, причисленным к оси, в том числе Ираном, Ираком при Хусейне, а также с Белоруссией.
Непосредственно Франция оставалась недовольной властями Ливии после того, как они совершили вторжение в её бывшую колонию — Чад. Она также активно пыталась помешать планам Каддафи по созданию общеафриканской валюты, которая могла бы вытеснить денежную систему, завязанную на Париж. Противоречия с Великобританией берут корни с конфликта в Северной Ирландии, когда Ливия морально и материально поддержала ирландских националистов. Сложными оставались отношения с арабскими монархиями, которых Муаммар Каддафи обвинял в пособничестве США и Великобритании.
Сам он в своём интервью для RT в марте 2011 года сказал, что толчком для иностранной интервенции стали фейковые новостные сообщения. Распространением неправдивых данных про ливийские события, по заявлению главы государства, занималась «Аль-Каида», что являлась одной из ключевых организаций в повстанческом движении. Именно новостные репортажи о ситуации в стране подтолкнули НАТО к осуществлению операции. В то же время, по мнению Каддафи, Запад не был заинтересован в дестабилизации ситуации в стране, поскольку поддерживал стабильность региона и сложившийся демократический порядок в Джамахирии, считая её барьером для африканской миграции в Европу (см. Европейский миграционный кризис). Согласно его точке зрения, США и их союзники сделали выбор в сторону силового решения проблемы спонтанно и не были связаны с подготовкой февральских беспорядков.
В 2016 году Госдеп обнародовал ряд писем Хиллари Клинтон, которая во время интервенции занимала пост Государственного секретаря. Там упоминалось, что Ливия имеет крупные золотые и нефтяные запасы. Предположительно, именно эти факторы могли негативно сказаться на состоянии американского доллара.

## Зарождение интервенции
21 февраля 2011 — посол Ливии Ибрагим Даббаши, перешедший на сторону оппозиции власти Каддафи, обратился к ООН с просьбой установить запрет на полёты на территории Ливии, чтобы отрезать Триполи (главный город сил Каддафи) от поставок оружия и наёмников, а также обезопасить гражданское население от воздушных ударов.
28 февраля 2011.
Премьер-министр Великобритании Дэвид Кэмерон выступил с идеей создания бесполётной зоны над Ливией для предотвращения переброски наёмников Каддафи и использования самолётов и вертолётов против гражданского населения.
1 марта 2011.
Корабли ВМС США «Энтерпрайз» и «Маунт-Уитни» изменили свою дислокацию, взяв курс к берегам Ливии. Полковник Дейв Лапан, представитель Пентагона, сообщил, что армия проводит передислокацию сил для того, чтобы быть готовыми к возможному объявлению бесполётной зоны.
7 марта 2011.
Представитель от США в НАТО Иво Даалдер заявил, что НАТО будет следить за боевыми действиями в Ливии круглосуточно с помощью самолётов Boeing E-3 Sentry. В тот же день анонимный источник заявил, что Великобритания и Франция уже составили резолюцию о создании бесполётной зоны, которая будет рассматриваться в ООН в ту же неделю. Совет сотрудничества арабских государств Персидского залива также призвал Совет Безопасности ООН применить все меры для защиты гражданского населения Ливии.
9 марта 2011.
Мустафа Мухаммад Абд-аль-Джалиль, возглавляющий Национальный переходный совет Ливии, попросил мировое сообщество немедленно создать бесполётную зону над Ливией, сказав, что любое промедление увеличивает число жертв. Через три дня он заявил, что если зона не будет установлена, то в Ливии случится катастрофа. Войско Каддафи вторгнется в Бенгази и уничтожит полмиллиона человек. 12 марта тысячи ливийских женщин вышли на улицы Бенгази, призывая мировое сообщество установить запрет на полёты. Один из протестующих заявил: «Нам не нужно международное вмешательство, мы лишь хотим создания бесполётной зоны, наши ребята позаботятся об остальном».
Канада отправила фрегат HMCS Charlottetown (FFH 339) для усиления военного влияния Запада в регионе. Министр обороны Канады Питер Маккей заявил, что для Канады, как и для НАТО это вынужденные меры, и что Канада готова внести свой вклад в создание бесполётной зоны, если ООН и НАТО примут решение о её введении.
12 марта 2011.
Лига арабских государств также призвала ООН к созданию бесполётной зоны для защиты гражданского населения.
15 марта 2011.
Посол Ливана в ООН Наваф Салам внёс на рассмотрение резолюцию, поддержанную Великобританией и Францией.
16 марта 2011.
Ливийское руководство заявило, что отвернётся от сотрудничества с западными компаниями в нефтяной сфере, тогда как мятежники заявили о том, что они отдадут нефть своим иностранным союзникам.
17 марта 2011.
Совет Безопасности принял резолюцию десятью голосами «за» при пяти воздержавшихся (Бразилия, Россия, Китай, Индия и Германия). Бразилия, Россия, Китай и Индия не поддерживали военную операцию против суверенной страны, тогда как Германия не хотела участвовать в какой бы то ни было военной операции против Ливии, но считала, что что-то следует делать. Наиболее активными в принятии резолюции в срочном порядке оказались Франция и Великобритания, также шла поддержка от США и Ливана.
18 марта 2011.
Через несколько часов после принятия резолюции, министр иностранных дел Ливии Мусса Кусса заявил о решении немедленно прекратить огонь по повстанцам и приостановить все военные операции, официально мотивируя решение «большим значением защиты жизни мирных граждан».. Однако повстанцы заявляли об обстрелах подконтрольных оппозиции городов Мисрата и Адждабия в тот же день проправительственными войсками. Сам Каддафи заявил о несоответствии резолюции уставу ООН, в соответствии с которым в компетенцию Совета Безопасности входят только межнациональные конфликты, но не вмешательство во внутренние дела какого бы то ни было государства; по его словам, в Международный суд был направлен запрос о признании резолюции недействительной. А 19 марта в Бенгази были введены солдаты и танки войск Каддафи. Артобстрел города также продолжался.

## Подготовка к интервенции
Начальник штаба ВМС США адмирал Гэри Рафхед отметил, что к моменту принятия СБ ООН резолюции о защите гражданского населения Ливии американский флот уже был готов к проведению боевых операций. «К примеру, на первых этапах возникла потребность в ударах ракетами „Томагавк“, а корабли ВМС США уже были на месте. На их борту уже были ракеты, всё это было, поскольку мы ожидали такого развития событий».
24 марта США начали переброску более 4 тысяч морских пехотинцев в район Средиземного моря — амфибийно-десантная группа постоянной готовности USS Bataan (LHD-5) (универсальный десантный корабль) и 22-й экспедиционный Корпус морской пехоты США.
В конце марта в российских СМИ публиковалось заявление неназванного источника в российской разведке о том, что наземная операция может начаться в конце апреля или начале мая.

Страны, участвующие в коалиции (синий цвет), и Ливия (зелёный цвет).

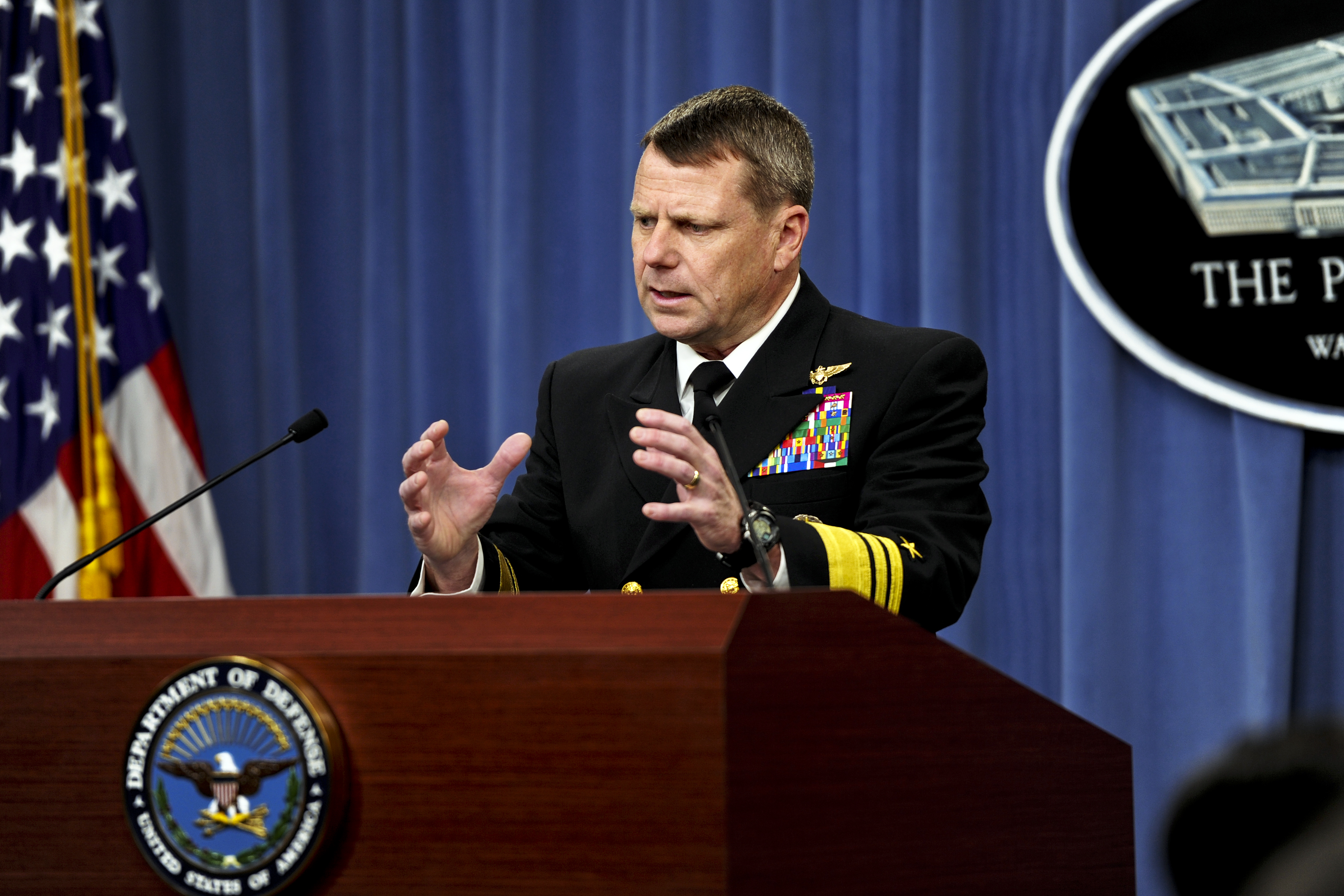
Вице-адмирал США Уильям Гортни объявляет на пресс-конференции о начале операции (19 марта 2011 года).

Операция по введению бесполётной зоны активно обсуждалась в НАТО Великобританией и Францией в конце февраля — начале марта.
США выступили в поддержку возможной резолюции гораздо позже, поначалу не желая вмешиваться в ситуацию вокруг Ливии из-за сложных отношений с арабским миром. Однако после того, как Лига арабских государств выступила за создание бесполётной зоны (в частности, идею поддержали Ливан, ОАЭ и Катар), США стали принимать более активное участие в обсуждении возможной операции.
Министр обороны США Роберт Гейтс объяснил, что «Создание зоны начинается с уничтожения ПВО противника… и после этого можно не волноваться, что наши ребята будут сбиты. Но всё именно так начинается».
19 марта началась французская операция по созданию бесполётной зоны, сразу после этого начали действовать и другие страны коалиции.
- Операция «Харматан»
- Операция «Эллами»
- / Операция «Odyssey Dawn»
- Операция «Мобайл»
- Операция «Союзный защитник»

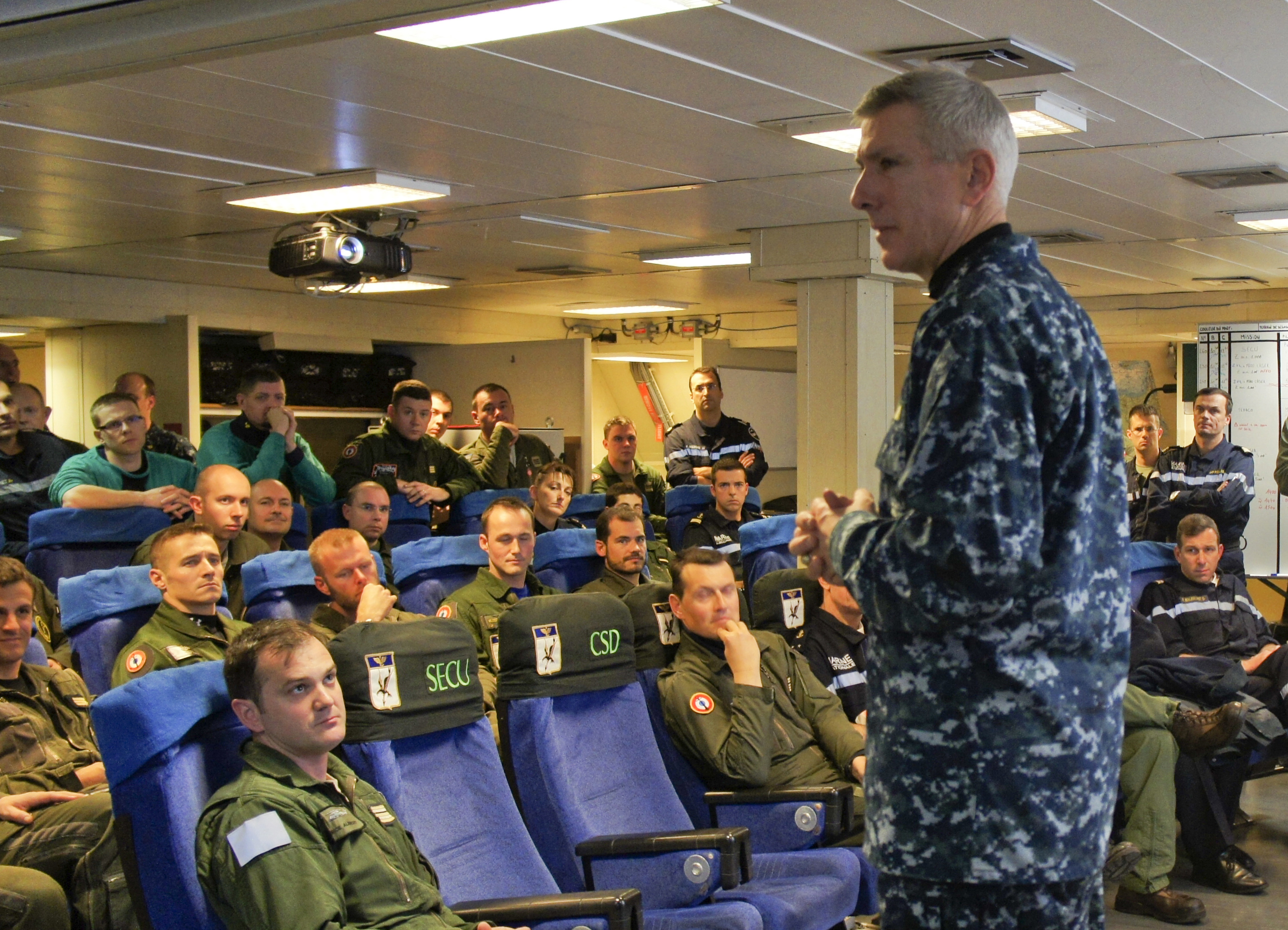
Адмирал ВМФ США Сэм Локлир разговаривает с командой авианосца Шарль де Голль (R91) ВМФ Франции (21 марта 2011 года).

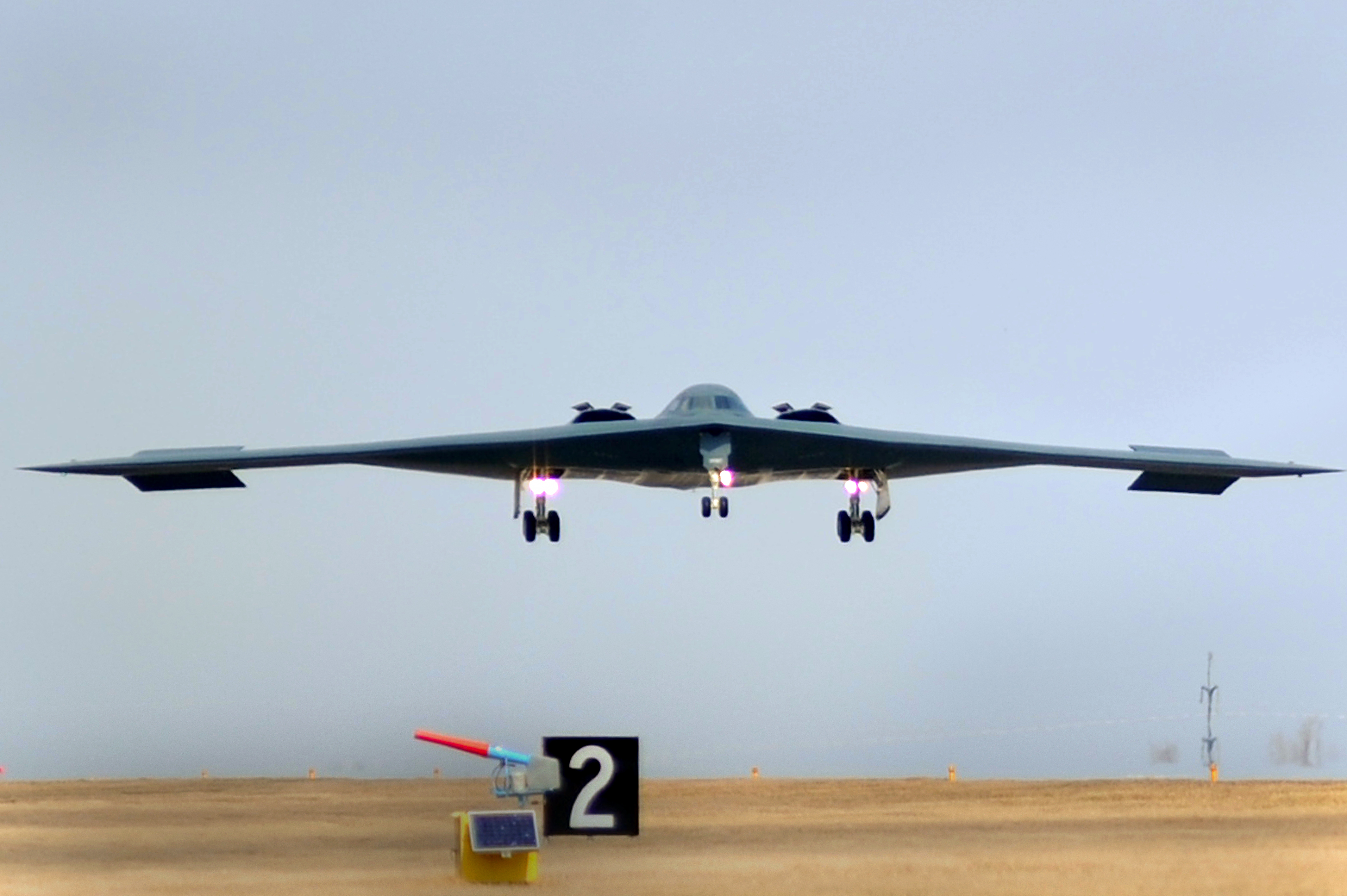
Б-2 возвращается на авиабазу Whiteman после бомбардировки целей в Ливии (20 марта 2011 года).

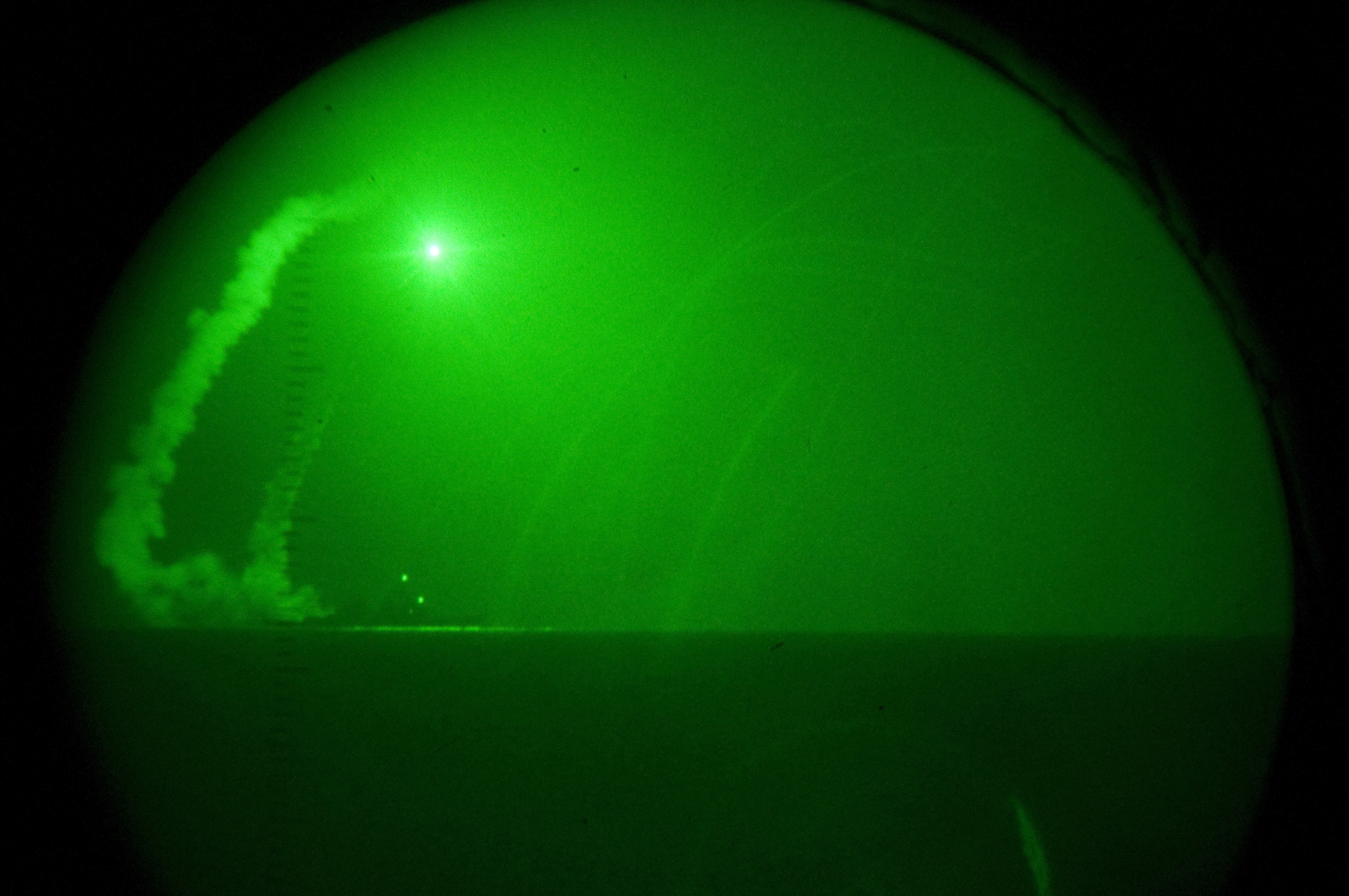
Запуск ракеты Томагавк с борта USS Barry (DDG 52) (19 марта 2011 года).

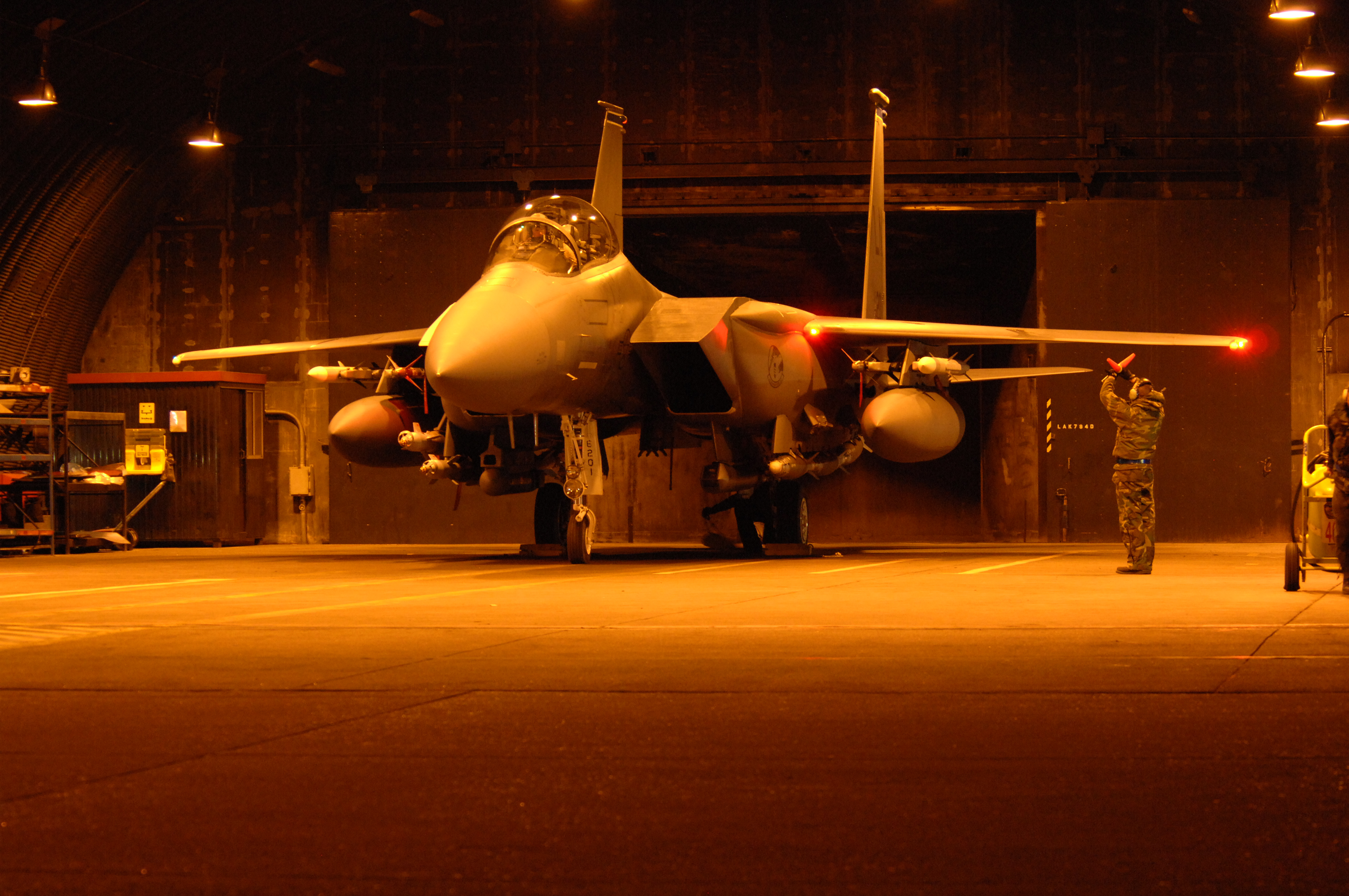
F-15E готовится вылететь с авиабазы RAF Lakenheath (19 марта 2011 года).

### США/Норвегия.Операция «Odyssey Dawn»
- Командование операцией

Стратегическое командование операцией «Odyssey Dawn» осуществлял генерал Картер Хэм, боевой командующий Объединённого командования вооружённых сил в зоне Африки (AFRICOM) Министерства обороны США. Тактическое командование операцией осуществлял адмирал Сэм Локлир, командующий ВМС США в Европейской зоне, с борта флагмана USS Mount Whitney, находившегося в Средиземном море.
Президент США Барак Обама заявил, что военное вмешательство США в ближайшее время ослабеет и рассматриваются варианты передачи командования операций либо Великобритании, либо Франции, либо НАТО.
- Военно-морские силы США
  - USS Mount Whitney, флагман[91][92]
    - USS Kearsarge (LHD-3), универсальный десантный корабль типа «Уосп» c 26-й экспедиционной группой Корпуса морской пехоты США на борту
    - USS Ponce (LPD-15), десантно-вертолётный корабль-док типа «Остин»
    - USS Barry (DDG-52), эсминец УРО типа «Арли Бёрк»
    - USS Stout (DDG-55), эсминец УРО типа «Арли Бёрк»
    - USS Providence (SSN-719), подводная лодка типа «Лос-Анджелес»
    - USS Scranton, подводная лодка типа «Лос-Анджелес»
    - USS Florida (SSGN-728), стратегическая подводная лодка типа «Огайо»

  - 5 х EA-18G, палубный самолёт радиоэлектронной борьбы ВМС США[93][94]
- Военно-воздушные силы США[95]
  - 3 × B-2, тяжёлый малозаметный стратегический бомбардировщик[96]
  - 10 × F-15E истребитель-бомбардировщик, базирующиеся на авиабазе RAF Lakenheath в Саффолке, Великобритания[93][97]
  - 8 × F-16C, многофункциональный лёгкий истребитель
  - 2 × HH-60 Pave Hawk вертолёта боевого поиска и спасения, действующих с борта USS Ponce (LPD-15)[98]
  - 1 × EC-130J самолёт, предназначенный для психологической войны
  - 1 × EC-130H самолёт, выполняющий роль тактического командного пункта и пункта управления целенаведения
  - 1 × Global Hawk стратегический разведывательный БПЛА
  - 1 × AC-130U тяжеловооружённый самолёт поддержки сухопутных подразделений
  - 1 × Lockheed U-2 высотный самолёт-разведчик[99]
- Корпус морской пехоты США
  - 26-я Экспедиционная Группа
  - 4 × AV-8B Harrier II штурмовика вертикального взлёта и посадки, базирующиеся на борту USS «Kearsarge»
  - 2 × Bell V-22 Osprey транспортных конвертоплана, базирующиеся на борту USS «Kearsarge»[100]
- Вооружённые силы Норвегии[101][102]
  - Королевские военно-воздушные силы Норвегии[103]
    - 6 × F-16AM 15MLU Falcon многофункциональных лёгких истребителей, действующих с авиабазы Суда, Крит, Греция
    - 2 × C-130J-30 военно-транспортных самолёта, поддерживающих участие Норвегии

### Коалиционные силы под непосредственным командованием США

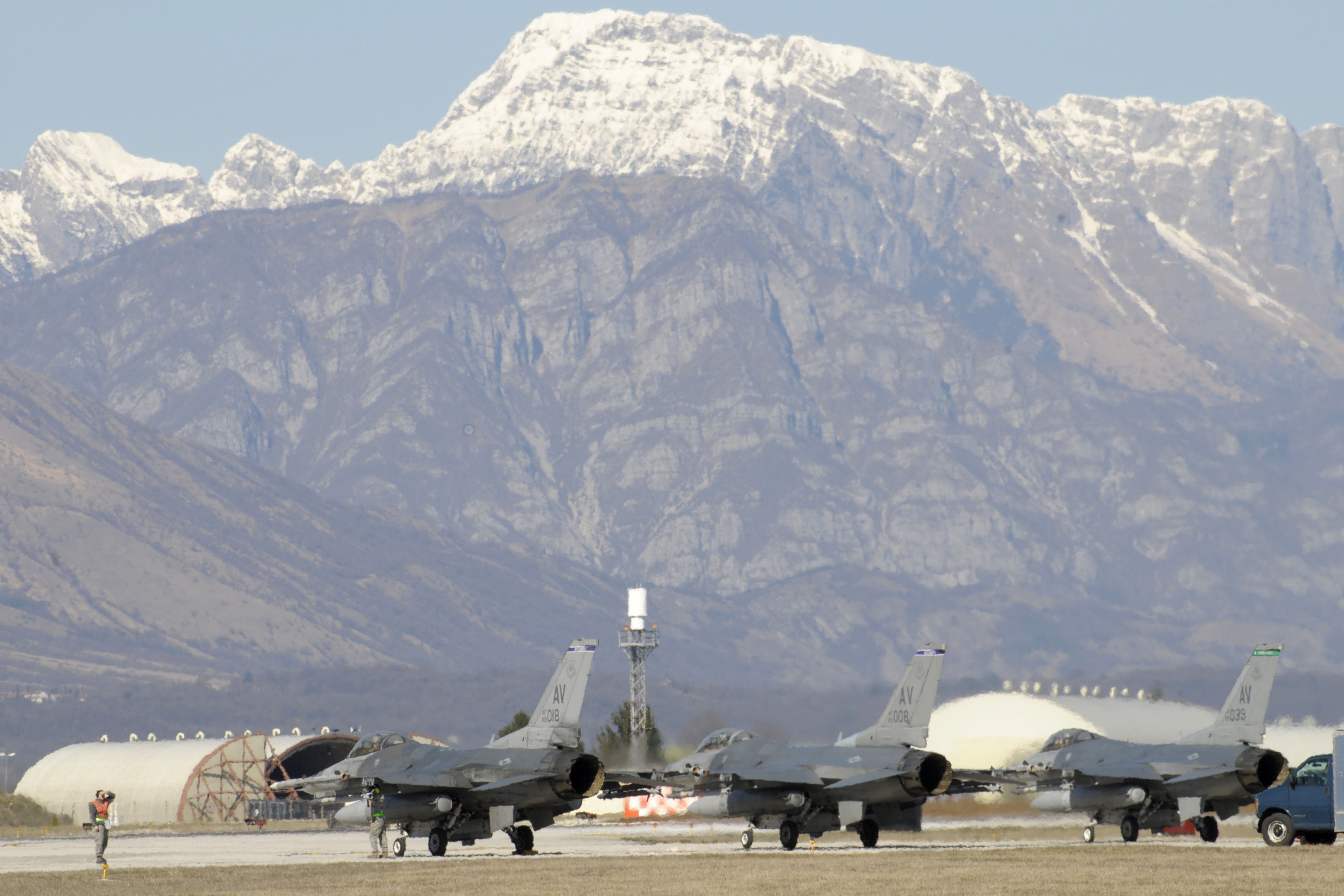
F-16 ВВС США на авиабазе Авиано, Италия (20 марта 2011 года).

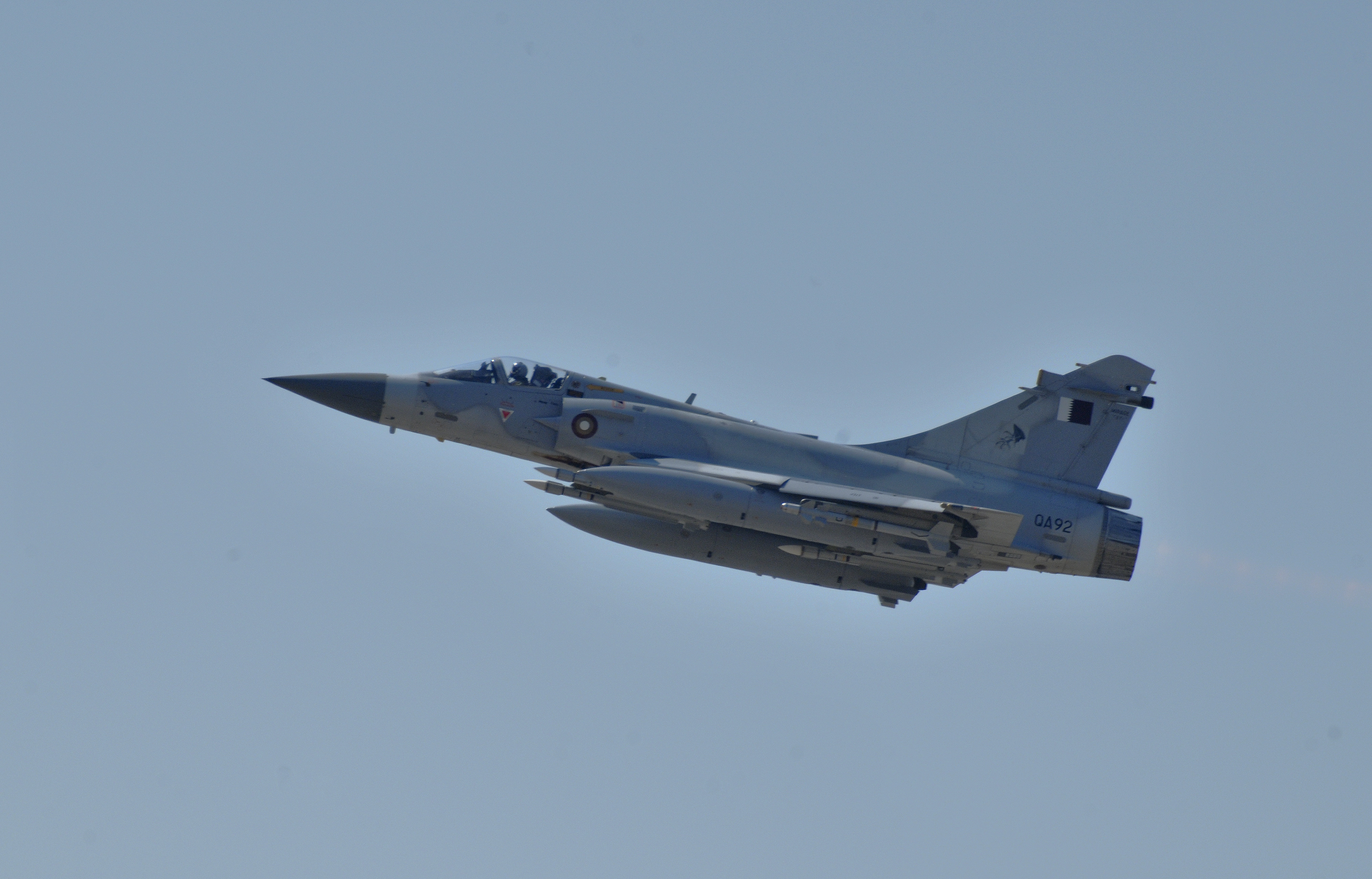
Mirage 2000 ВВС Катара (25 марта 2011 года).

- Вооружённые силы Бельгии:
  - Воздушный компонент Бельгии
    - 6 × F-16AM 15MLU Falcon многофункциональных лёгких истребителей, действующих с авиабазы Araxos, Греция
- Вооружённые силы Дании[104]:
  - Королевские военно-воздушные силы Дании
    - 6 × F-16AM 15MLU Falcon многофункциональных лёгких истребителей, действующих с авиабазы Sigonella, Италия
    - 1 × C-130J-30 военно-транспортный самолёт средней и большой дальности (поддерживающий участие Дании, и не подчиняющийся прямому командованию США)
- Вооружённые силы Италии:
  - Военно-воздушные силы Италии[105]
    - 4 × Tornado ECR самолёта радиоэлектронной борьбы, действующих с авиабазы Trapani, Италия
    - 4 × F-16A 15ADF Falcon многофункциональных лёгких истребителя для сопровождения, действующих с авиабазы Trapani, Италия
    - 2 × Tornado IDS истребителя-бомбардировщика с возможностью дозаправки в воздухе, действующих с авиабазы Trapani (поддерживающий участие Италии, и не подчиняющийся прямому командованию США)
- Вооружённые силы Испании[106]:
  - Военно-воздушные силы Испании
    - 4 × EF-18AM Hornet палубных истребителя-бомбардировщика, действующих с авиабазы Decimomannu, Италия
    - 1 × Boeing 707-331B(KC) самолёт-заправщик
    - 1 × CN-235 MPA лёгкий турбовинтовой военно-транспортный самолёт морского патрулирования
- Вооружённые силы Катара
  - Военно-воздушные силы Катара[107]
    - 6 × Dassault Mirage 2000-5EDA многоцелевых истребителей, действующих с авиабазы Суда, Крит, Греция
    - 1 × C-130J-30 военно-транспортный самолёт средней и большой дальности

### Франция.Операция «Харматан»
- Военно-воздушные силы Франции
  - 8 × самолётов Dassault Rafale

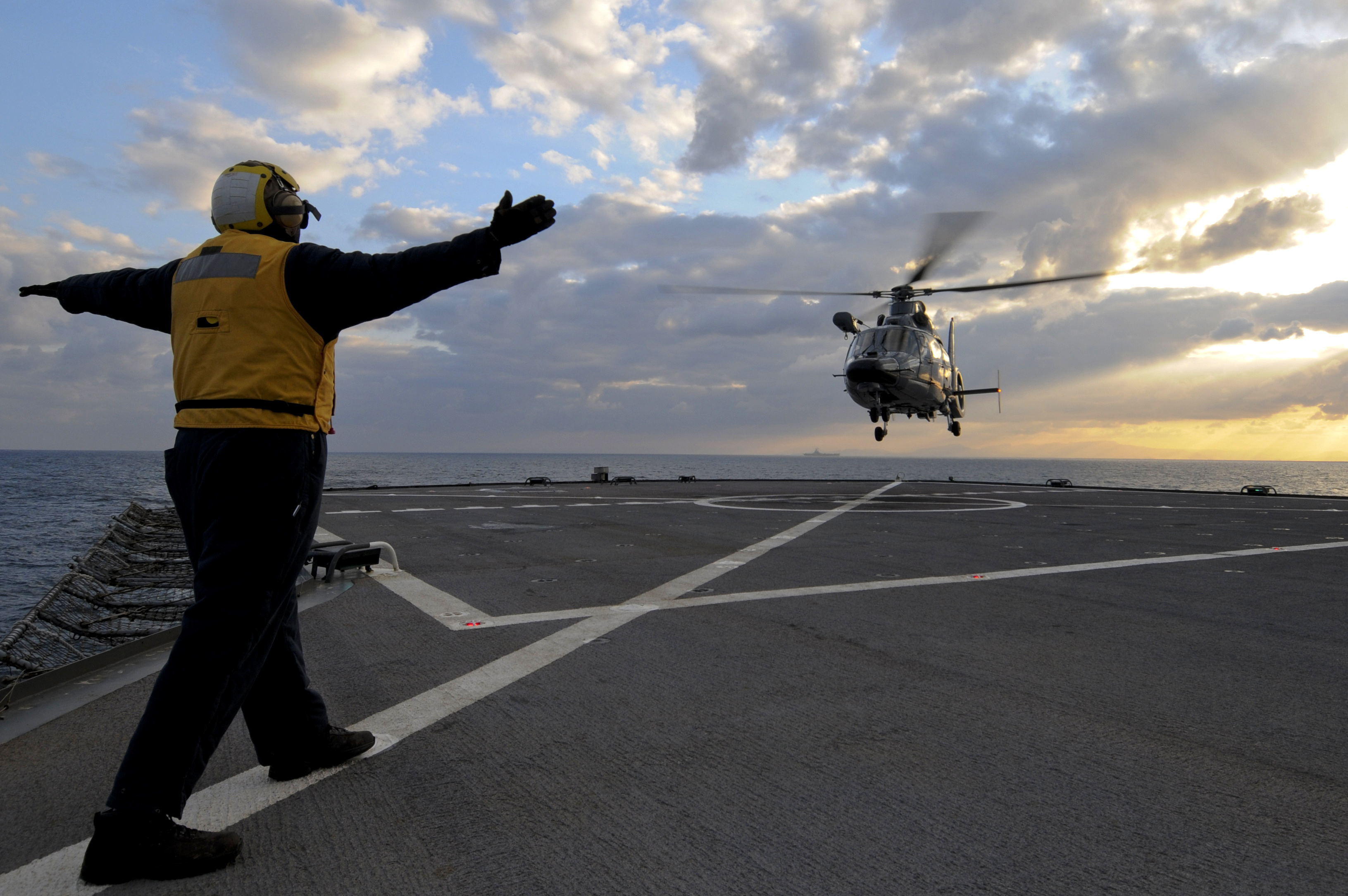
Вертолёт Aérospatiale AS.365 Dauphin ВМФ Франции приземляется на борту USS Mount Whitney (LCC-JCC 20) (21 марта 2011 года).

  - 4 × самолёта Dassault Mirage 2000-5
  - 4 × самолёта Dassault Mirage 2000D
  - 6 × самолётов-заправщиков Boeing KC-135 Stratotanker
  - 1 × самолёт дальнего радиолокационного обнаружения Boeing E-3F Sentry
  - 1 × самолёт радиоэлектронной разведки Transall C-160[108][109][110]
- Военно-морские силы Франции
  - Противовоздушный фрегат Forbin (D620)
  - Противовоздушный фрегат Jean Bart (D615)
  - Авианесущая группа
    - Авианосец Шарль де Голль (R91)
      - 8 × самолётов Dassault Rafale
      - 6 × самолётов Dassault-Breguet Super Étendard
      - 2 × самолёта дальнего радиолокационного обнаружения Grumman E-2 Hawkeye
      - 2 × вертолёта Aérospatiale AS.365 Dauphin
      - 2 × вертолёта Sud-Aviation Alouette III
      - 2 × вертолёта Eurocopter EC725
      - 1 × вертолёт Sud-Aviation SA.330 Puma

    - Фрегат Dupleix (D641)
    - Фрегат Aconit (F 713)
    - Танкер Meuse (A607)[111][112][113][114][115][116]

### Великобритания.Операция «Эллами»
- 6 самолётов Panavia Tornado, 12 самолётов Eurofighter Typhoon, 1 самолёт ДРЛО Boeing E-3 Sentry и 1 Raytheon Sentinel, 2 самолёта дозаправщика Vickers VC10 и Lockheed TriStar (RAF), 2 вертолёта Westland Lynx, фрегат HMS Westminster (F237), фрегат HMS Cumberland (F85), подлодка HMS Triumph (S93).
- 4 марта 2011 года в районе города Хандра (в 20 милях западнее Бенгази) были задержаны 8 британских спецназовцев SAS, имевших при себе оружие и оборудование для шпионажа[117]; после переговоров, они были вывезены из страны на борту корабля HMS «Humberland»[118]. Кроме того, по сведениям The Daily Telegraph, ещё до начала битвы за Триполи к наземной операции подключился SAS[119][120]. Британские военнослужащие и сотрудники MI-6 помогали ливийским повстанцам в планировании и подготовке штурма Триполи[121].

### Канада.Операция «Мобайл»
- 6 самолётов CF-18 Hornet, 5 транспотрных самолётов (2x McDonnell Douglas C-17 Globemaster III, 2x Lockheed Martin C-130J Super Hercules, 1x Airbus CC-150 Polaris) фрегат HMCS Charlottetown (FFH 339), 1 вертолёт Sikorsky CH-124 Sea King[122][123]

.

### НАТО. Операция «Союзный защитник»
Морская и воздушная операция НАТО по обеспечению эмбарго на поставку оружия в Ливию в соответствии с Резолюциями Совета Безопасности ООН 1970 и 1973. Корабли находились в нейтральных водах и не входили в ливийские территориальные воды. Операция завершена 31 октября 2011 года.

#### Обеспечение бесполётной зоны
- 3 × Boeing E-3 Sentry самолёта дальнего радиолокационного обнаружения[129]
- Силы переданы под командование НАТО для использования с целью обеспечения эмбарго на поставку оружия и не будут использоваться для нанесения ударов[130]:
  -  Королевские военно-воздушные силы Нидерландов[131]
    - 6 × F-16AM 15MLU Falcon многофункциональных лёгких истребителей
    - 1 × KC10 самолёт-заправщик

#### Морская операция
- Военно-морской компонент Бельгии
  - BNS Narcis (M923), минный тральщик типа «Tripartite»[132]
- Командование ВМС Канадских вооружённых сил
  - HMCS Charlottetown (FFH 339)[128], фрегат
- Королевские военно-морские силы Нидерландов[131]
  - Hr.Ms. Haarlem, минный тральщик типа Alkmaar
- Военно-морские силы Испании
  - Méndez Núñez, фрегат типа «F100»
  - Tramontana (S74), подводная лодка типа «Agosta»
- Военно-морские силы Румынии[133]
  - Regele Ferdinand, фрегат типа 22
- Военно-морские силы Италии[134]
  - Giuseppe Garibaldi, авианосец, несущий:
    - 8 × AV-8B Harrier II штурмовика вертикального взлёта и посадки
    - 3 × EH-101 вертолёта противолодочной обороны
    - 2 × AB 212ASW вертолёта противолодочной обороны

  - Euro, фрегат УРО типа «Маэстрале»
  - Andrea Doria (D 553), эскадренный миноносец типа «Андреа Дориа»
  - Etna, вспомогательное судно-танкер
  - подводная лодка[135]
- Военно-морские силы Болгарии
  - BGS Drazki, фрегат УРО типа Вилинген[136]
- Военно-морские силы Турции[135][137]
  - TCG Giresun (F-491), фрегат типа G
  - TCG Gemlik (F-492), фрегат типа G
  - TCG Yıldırım, фрегат типа Yavuz
  - TCG Yıldıray, подводная лодка типа 209
  - TCG Akar, вспомогательное судно
- Военно-морские силы Греции[135]
  - HS Limnos, фрегат типа Elli[138]
- Военно-морские силы США[135]
  - фрегат
- Военно-морские силы Великобритании[135]
  - фрегат

### Базы коалиции
- Франция: Saint-Dizier — Robinson Air Base, Dijon Air Base, Nancy — Ochey Air Base, Istres-Le Tubé Air Base, Solenzara Air Base, Avord Air Base
- Греция: Souda Air Base, Aktion National Airport, Araxos Airport
- Италия: Amendola, Авиано, Decimomannu, Gioia del Colle, Trapani, Пантеллерия, Сигонелла, Capodichino. Согласно Договору о дружбе между Италией и Ливией, стороны обязались не инициировать военные действия друг против друга со своей территории. Однако министр иностранных дел Италии Фраттини в середине марта охарактеризовал договор как «де-факто приостановленный»[139], хотя сам же ещё в начале марта 2011 года заявлял: «Договор о дружбе между Италией и Ливией все ещё действует… Италия не будет использовать и не позволит использовать свою территорию для осуществления враждебных акций против Ливии»[140].
- Испания: Rota, Morón, Torrejón
- Великобритания: RAF Akrotiri, RAF Marham, RAF Lossiemouth, RAF Coningsby, RAF Fairford, RAF Lakenheath, RAF Mildenhall (последние три используются американскими ВВС)

### Другие участники конфликта
- Албания: Премьер-министр заявил, что страна готова помочь коалиции[141][142][143].
- Австралия: Министр обороны Австралии заявил о желании внести вклад в операцию, отправив военный транспортный самолёт от страны[144][145][146].
- Германия: Страна готова послать больше войск в Афганистан, чтобы способствовать расширению коалиции, но сама принимать в ней участие не собирается[147][148][149][150][151].
- Иордания: Приняла участие в операции: состав предоставляемых сил и средств не афишируется
- Швеция: Приняла участие в операции: 8 истребителей «Гриппен», самолёт-заправщик «Геркулес», самолёт-разведчик «Гольфстрим»
- Хорватия: Президент заявил, что страна готова оказать помощь коалиции, если она потребуется[152][153].
- ОАЭ: ранее планировалось, что страна выделит 24 самолёта Mirage 2000-9 и F-16, однако сейчас Эмираты готовы оказать лишь гуманитарную помощь[154].

## Интервенция

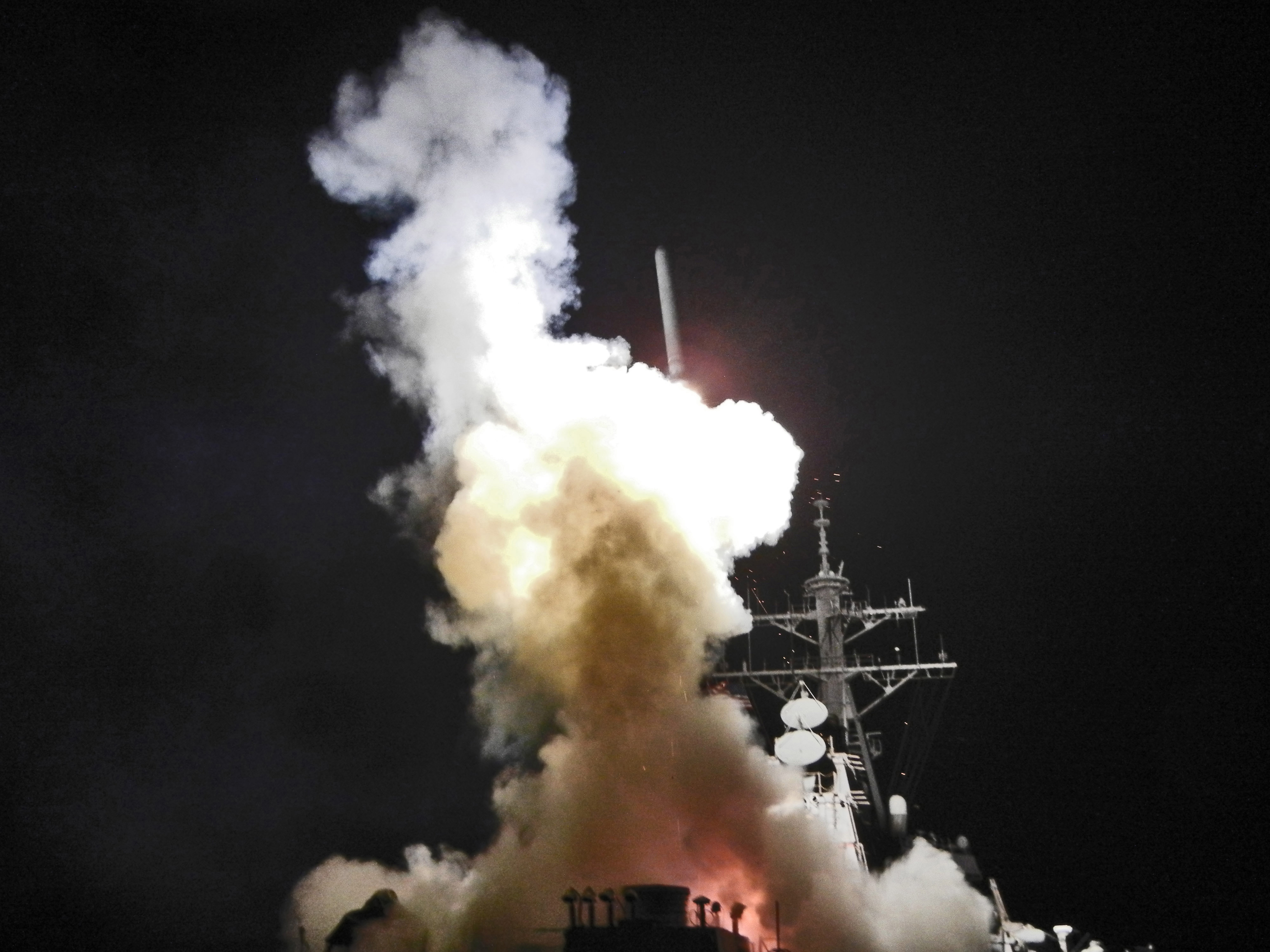
Эсминец США USS Barry (DDG-52) запускает крылатую ракету «Томагавк» в начальной стадии операции (19 марта 2011 года).

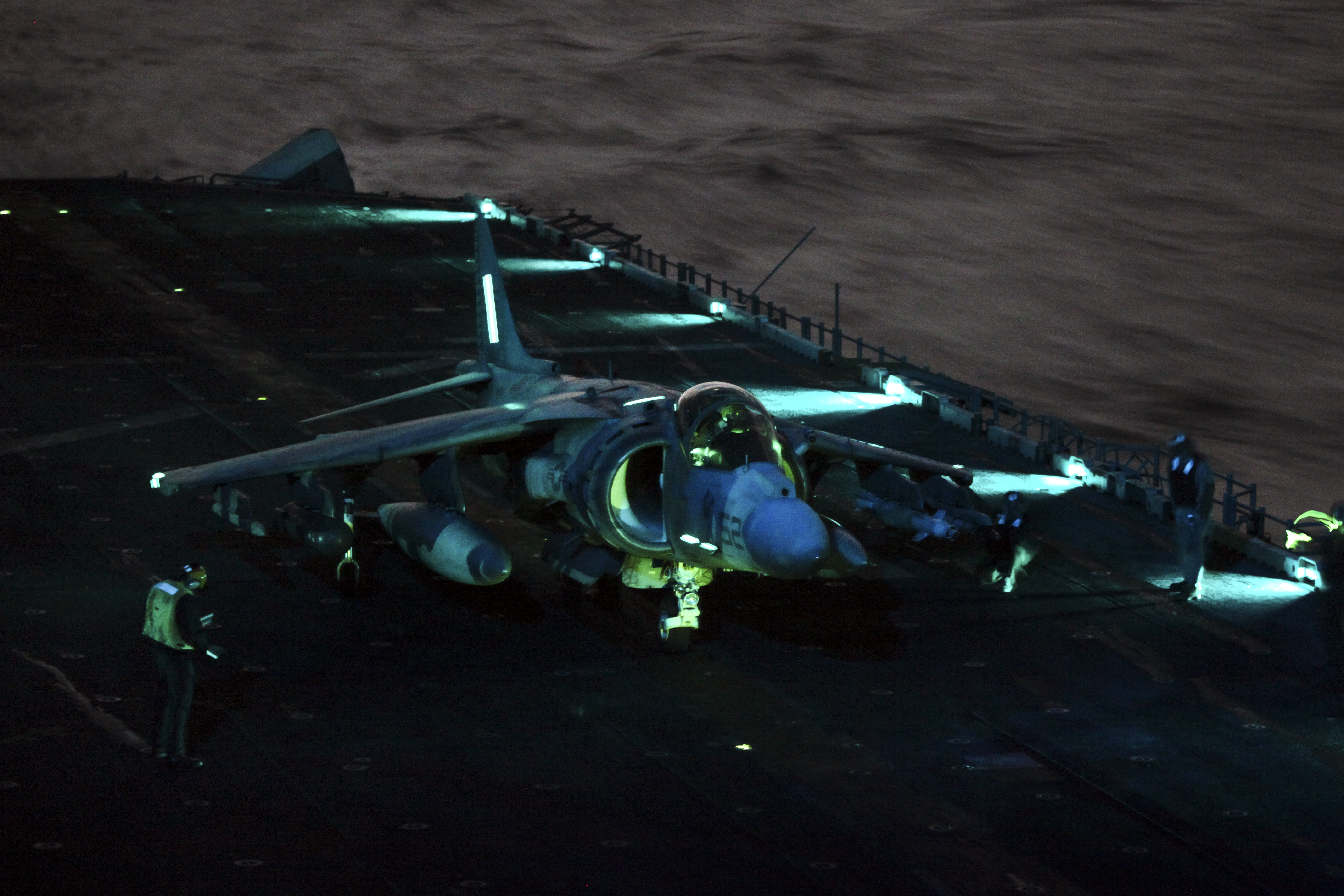
AV-8B Harrier возвращается на борт USS Kearsarge после выполнения задания (20 марта 2011 года).

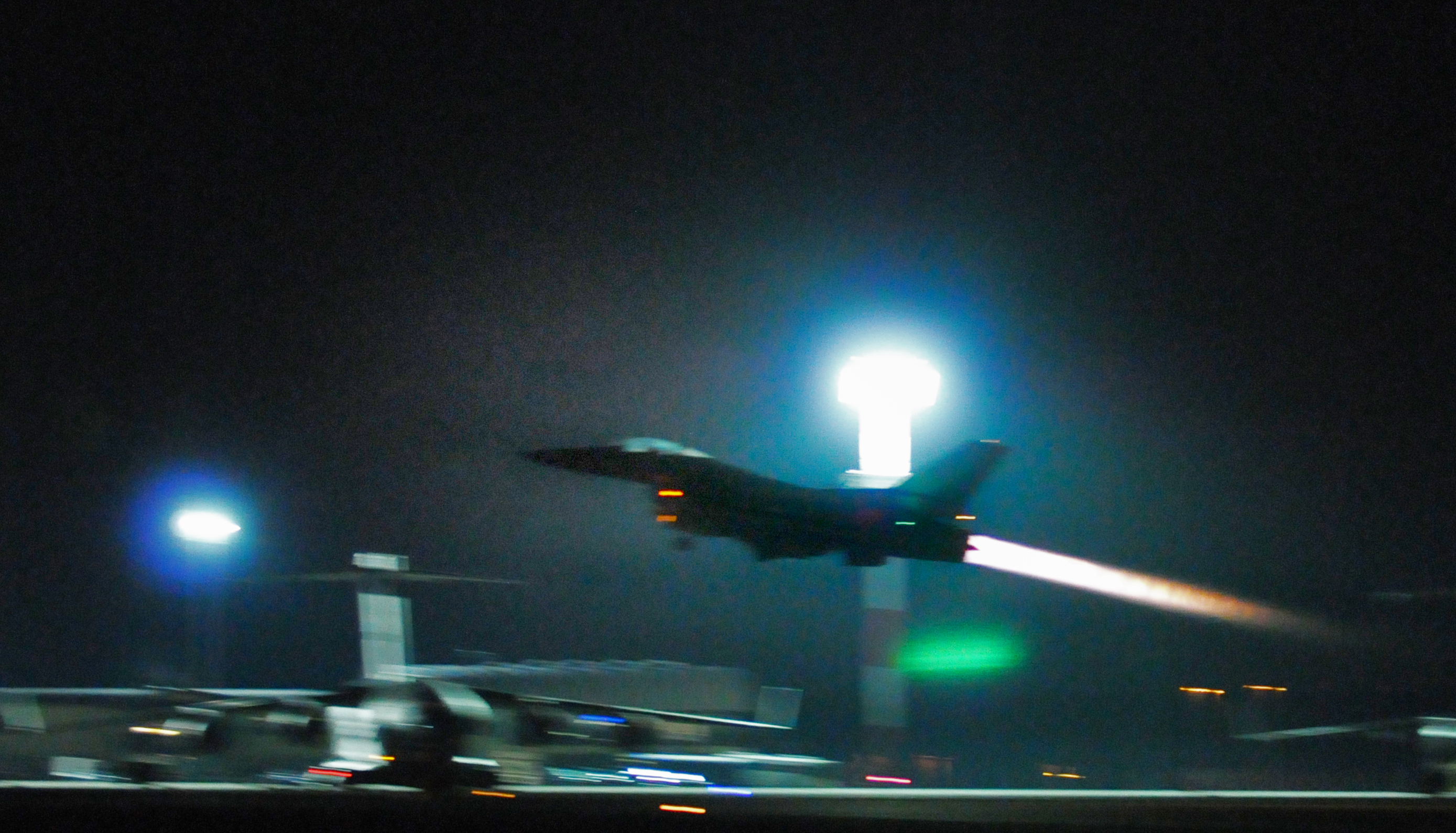
F-16 ВВС США взлетает с авиабазы Spangdahlem, Германия (20 марта 2011 года).

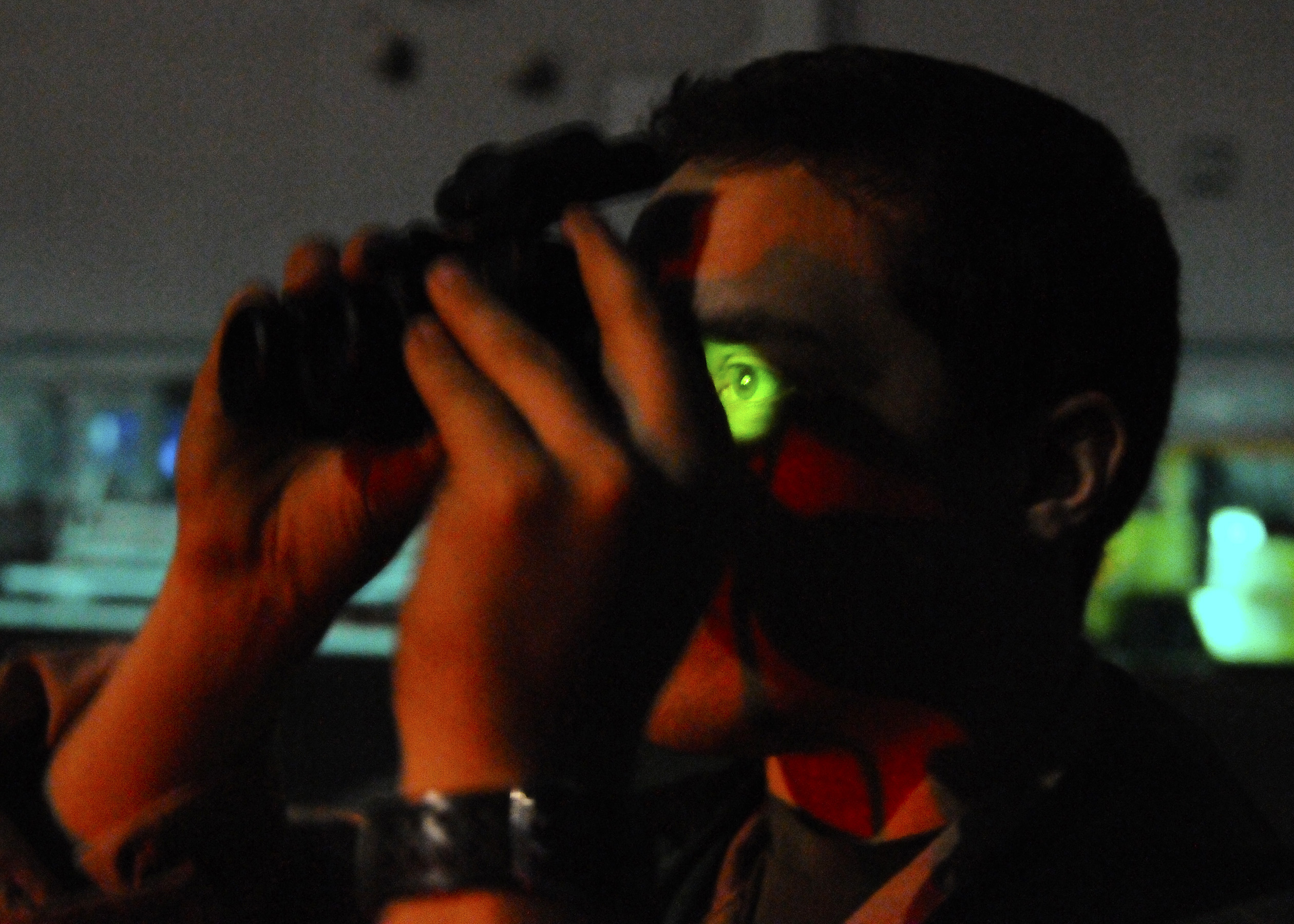
Наводчик НАТО исследует местность при помощи прибора ночного видения

- 19 марта 2011 года. Николя Саркози собрал в Париже лидеров Лиги Арабских Государств, Евросоюза и ООН после принятия Советом безопасности ООН резолюции номер 1973, предусматривающей возможность проведения иностранной военной операции для защиты населения Ливии от войск Каддафи. По её итогам было заявлено, что военная операция может начаться в ближайшие часы. ВВС Франции нанесли первыми удар по ливийской военной технике в 12 часов 45 минут по московскому времени, обстреляв автомобиль пока неизвестного типа, но который представлял угрозу для гражданского населения Ливии. В 16:00 по GMT 19 самолётов ВВС Франции вылетели в зону город Бенгази с заявленной целью «защиты населения города от сил Каддафи». В 16:45 и 16:59 самолёты уничтожили несколько единиц бронетехники, начав операцию. Как передаёт Reuters со ссылкой на официального представителя Вооружённых сил Франции, авиаудар по ливийской военной технике был нанесён в 19:45 мск[155]. Франция действует в двух областях: во-первых, чтобы обеспечить бесполётную зону, во-вторых, чтобы защитить от нападений гражданское население[156]. В тот же день боевые вылеты начали совершать американские и британские самолёты. Обстрел ракетами Томагавк (114 штук) по системам ПВО также совершили британские и американские корабли и подлодки[157]. По заявлению председателя объединённого комитета начальников штабов ВС США — адмирала Майкла Маллена, цели военной компании Запада ограничены и смещение Каддафи не является приоритетной задачей[158]. Вооружённые силы Ливии сообщают об ударах коалиции по гражданским и военным объектам в крупных городах, в том числе Триполи, Бенгази, Сирте, Тархуна, Маамура, Жмейл, Зуваре, и нефтехранилищам в районе Мисраты, в результате чего там вспыхнули пожары[159]. По заявлению ливийских военных, это нападение привело к гибели 64 человек. Больше 150 человек получили ранения. В результате авиаударов частично разрушен медицинский кардиологический центр, пострадали дороги и мосты[160][161][162].
- 20 марта 2011 года. ВВС западной коалиции рано утром продолжили наносить авиаудары и ракетные удары по столице Ливии — Триполи[163]. Также американские и британские самолёты продолжили бомбить войска Каддафи, сообщается об уничтожении 70 единиц боевой техники[164]. Также есть информация об отмене атаки одной из целей из-за обнаружение поблизости гражданских лиц[165]. Подтверждена информация что 3 американских самолёта B-2 сбросили около 40 бомб по главному ливийскому аэродрому[166]. Американский Boeing EA-18 Growler начал радиоэлектронную борьбу. В операциях 20 марта также приняли участие самолёты Италии и Дании. Британские ВМС сделали новые залпы по ПВО противника. Установлена морская блокада Ливии путём постановки на рейд более 20 боевых кораблей и подводных лодок стран западной военной коалиции[167]. Ливийское телевидение сообщило, что ПВО страны удалось сбить один французский самолёт[168], однако представители вооружённых сил Франции опровергают эту информацию[169]. Ударом авиации в Триполи разрушено здание администрации, из которого предположительно могло производиться командование правительственными войсками[170].
- 21 марта 2011 года. Операция по уничтожению остатков ПВО затягивается из-за решение Каддафи использовать людей в качестве живых щитов собирая их вокруг объектов[171]. По другим данным, люди сами принимали решение встать на защиту объектов в качестве живых щитов[172]. Первые боевые вылеты начали совершать самолёты Испании[173] и Канады[174]. Более десяти залпов было совершено с американских кораблей. Одна из ракет уничтожила резиденцию Каддафи в Триполи. Каддафи там не было. Военные заявляют что Каддафи не является целью войск коалиции. Французский самолёт уничтожил ещё один танк.
- 22 марта 2011 года. Предположительно в 22:30 CET (вечером 21 марта), истребитель-бомбардировщик ВВС США F-15E вылетевший с авиабазы Авиано, Италия потерпел крушение из-за механической неисправности в 40 километрах к юго-западу от города Бенгази. Оба члена экипажа катапультировались. Два конвертоплана Bell V-22 Osprey[175] Корпуса морской пехоты США были высланы с борта USS Kearsarge (LHD-3) для проведения операция по спасению пилотов, которые приземлились раздельно[100][176]. Позже появились сведения о ранении 6 местных жителей огнём команды спасательного конвертоплана в ходе операции по эвакуации пилотов[177]. Однако представитель корпуса морской пехоты США отрицал какой-либо инцидент во время операции по спасению пилотов F-15E[100]. Французский авианосец прибыл в зону боевых действий, палубные самолёты начали совершать боевые вылеты. Франция расширила свой контингент направив дополнительные 2 самолёта Mirage 2000-5 и 2 Mirage 2000D на военную базу в Италии.
- 23 марта 2011 года. Командующий ВВС Великобритании Грег Бэгвелл заявил что ВВС Ливии больше не существуют как боеспособная организация («no longer exists as a fighting force»)[178].
- 24 марта 2011 года. Ночью силами 6 истребителей (2х Rafale и 4х Mirage 2000D) ВВС и ВМС Франции, вооружёнными ракетами SCALP GP, проведён налёт на авиабазу в 250 километрах к югу от побережья Средиземного моря[179]. Около 14:30 CET самолётами Rafale и Mirage 2000 в ходе патрулирования воздушного пространства Ливии был обнаружен самолёт Ливийских ВВС Г-2 Галеб[180]. Сразу после его приземления на авиабазе близ города Мисурата он был уничтожен ракетой «воздух-земля»[181]. ВВС Норвегии присоединились к операции «Рассвет одиссеи» и передали под оперативное руководство ВВС США шесть истребителей F-16, базирующихся на авиабазе Суда, Крит, Греция[182][183]. ВМФ Великобритании нанёс ракетами «Томагавк», запущенными с борта подлодки HMS Triumph, удары по целям ПВО Ливии[184]. По сообщениям свидетелей, самолёты коалиции нанесли бомбовый удар по авиабазе Себха в 620 километрах к югу от Триполи[185].
- 25 марта 2011 года. Два Tornado ВВС Великобритании и истребители ВВС Франции совместно уничтожили 7 танков Т-72 сил лояльных Муамару Каддафи близ города Альджабия[186][187][188][189]. Катарские Mirage 2000, присоединившиеся к операции «Рассвет одиссеи» и самолёты французских ВВС совершили совместные разведывательные полёты в районе городов Мисурата, Эль-Зинтан, Сирт и Альджабия. Четыре Mirage 2000Ds ВВС Франции осуществили уничтожили артиллерийскую батарею сил лояльных Муамару Каддафи в районе города Альджабия[190][191]. 3 бомбы с лазерным наведением были сброшены с двух F-16 ВВС Норвегии против ливийских танков[192].
- 26 марта 2011 года. ВВС Франции нанесли несколько воздушных ударов по целям в районе городов Эль-Зинтан и Мисурата, уничтожив на стоянках по меньшей мере 5 лёгких штурмовиков Г-2 Галеб и два ударных вертолёта Ми-35[193]. Истребитель-бомбардировщики Tornado ВВС Великобритании уничтожили три бронемашины около города Мисурата и две близ города Альджабия[194]. Французские и катарские Mirage 2000-5s продолжили совместные разведывательные полёты с авиабазы Суда, Крит, Греция[193]. Также в течение ночи F-16 ВВС Норвегии нанесли бомбовый удар по аэродрому в Ливии[195]. Два истребитель-бомбардировщика CF-18s ВВС Канады уничтожили несколько объектов радиоэлектронной разведки близ города Мисурата[196]. Истребители F-16 ВВС Дании уничтожили несколько РСЗО и танков[197].
- 27 марта 2011 года. Истребители F-16 ВВС Дании уничтожили несколько установок САУ к югу от Триполи[198]. Четыре CF-18 Hornet ВВС Канады уничтожили склад с вооружением в 92 километрах к югу от Мисураты[199].

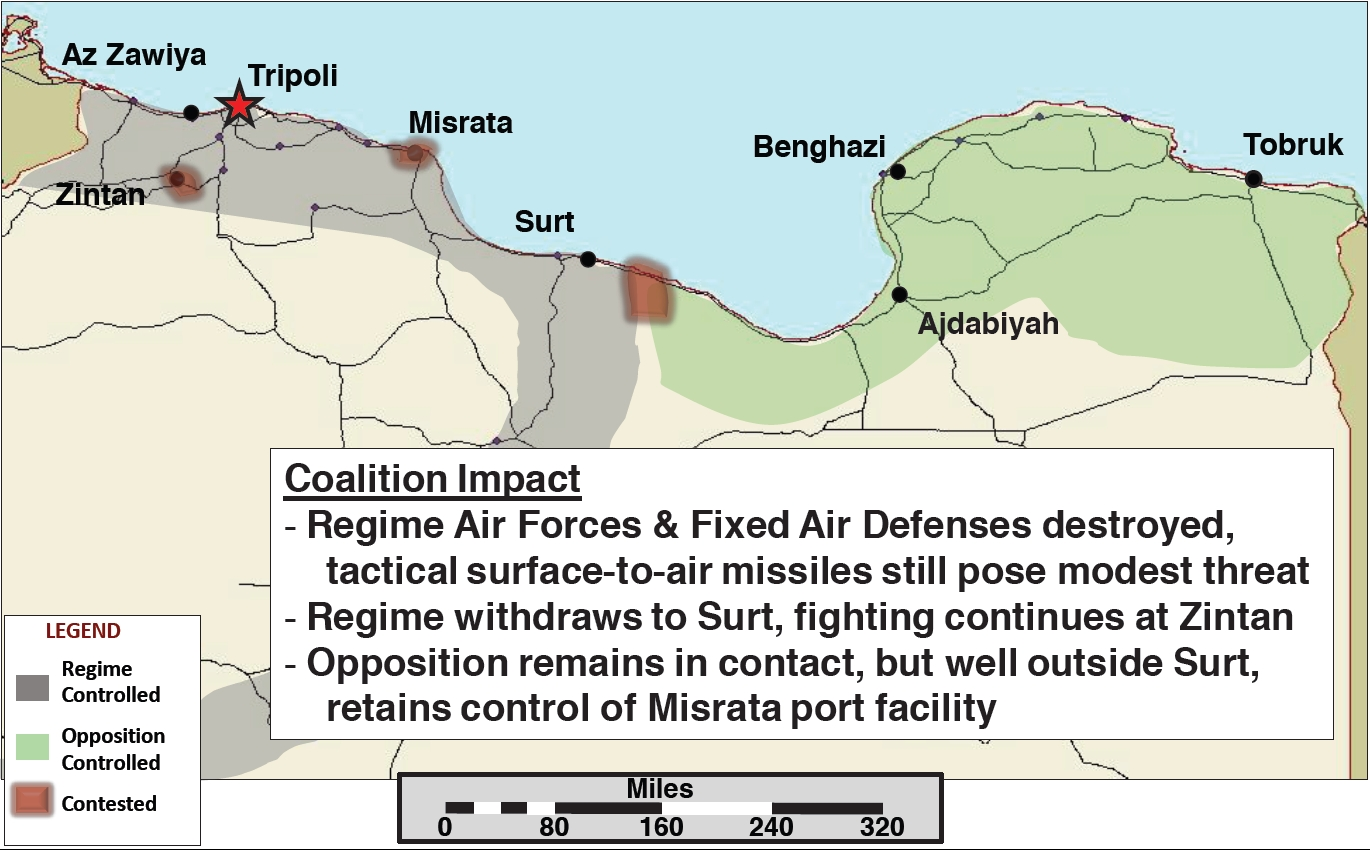
Ситуационная карта вооружённых сил США на 28 марта 2011 года

- 28 марта 2011 года. Рано утром истребители Panavia Tornado ВВС Великобритании уничтожили два ливийских танка и две бронемашины близ Мисураты[200]. В течение утра самолёты ВВС Великобритании атаковали склады с вооружением около города Себха на юге Ливии[201]. Вечером понедельника корабль береговой охраны Ливии типа Vittoria выпустил ракету по торговому судно в порту Мисураты, позже корабль береговой охраны был атакован ракетой AGM-65F Maverick с патрульного самолёта Lockheed P-3 Orion ВМФ США, вынудив команду судна направить его к берегу[202][203][204].
- 29 марта 2011 года. Тяжеловооружённый AC-130 и штурмовик A-10 Thunderbolt II, включились в операцию «Рассвет одиссеи», атаковав наземные силы Муаммара Каддафи[205][206]. Это первое применение этих самолётов, ранее в ходе операции «Рассвет одиссеи» удары наносились по командной инфраструктуре и силам ПВО[206]. Два бомбардировщика B-1 ВВС США вылетевшие с авиабазы Эллсворт[англ.] нанесли удар по неизвестным целям в Ливии[207]. Подводная лодка ВМФ США USS Providence SSN-719, выполнив все задания по нанесению ракетных ударов, покинула зону операции. По сообщению Министерства обороны США, вооружённые силы США выполнили 80 % всех заправок в воздухе, 75 % от общего времени патрулирования воздушного пространства и 100 % миссий по уничтожению средств РЭБ[208]. Кроме того, американские боевые самолёты атаковали три корабля ВМС Ливии, которые, как рассказал представитель министерства обороны США, вели огонь по гражданским судам в порту города Мисурата. Ливийский сторожевой корабль «Виттория» (Vittoria) в результате атаки получил повреждения и был выброшен на берег. Кроме того, один патрульный катер затонул, со второго сбежала команда[209].
- 30 марта 2011 года. Самолёты международной коалиции нанесли удар по колонне ливийских правительственных войск, наступающих в направлении города Адждабия. Повстанцы, которые спешили укрыться от противника в Адждабии, увидев последствия авиаудара, начали праздновать и стрелять в воздух[210].
- 2 апреля 2011 года. Западная коалиция нанесла авиаудар по группе оппозиционеров на восточной окраине ливийского города Марса-эль-Брега, уничтожив при этом не менее десяти противников режима Каддафи, сообщает в субботу агентство Рейтер со ссылкой на заявление одного из мятежников Мустафы Али Омара (Mustafa Ali Omar)[211].
- 8 апреля 2011 года. Самолёты НАТО нанесли ракетные удары по военным арсеналам, принадлежащим лояльным Муаммару Каддафи силам. Бомбардировке подверглись военные склады, расположенные в 15 километрах к юго-востоку от города Зинтан. Как сообщил один из жителей города, в районе военных складов произошло не менее 14 взрывов, возник сильный пожар. После ракетного удара, нанесённого авиацией НАТО, повстанцы попытались приблизиться к складам, чтобы оценить результаты бомбардировки, однако лояльные Каддафи военные не дали им приблизиться, открыв огонь из гранатомётов[212].
- 10 апреля 2011 года. Авиация стран НАТО подбила 25 танков правительственных войск в Ливии. 11 танков были подбиты на дороге, ведущей к городу Адждабия, 14 — на подступах к Мисурате. Оба города находятся в руках повстанцев, их осаждают войска, сохранившие верность ливийскому лидеру Муаммару Каддафи. Самолёты каких именно стран нанесли эти удары, не уточняется[213].
- 25 апреля 2011 года. В результате бомбардировок авиацией НАТО Триполи повреждена резиденция Каддафи[214].
- 30 апреля 2011 года. Младший сын Каддафи Сейф аль-Араб и трое внуков, погибли в ночь на 1 мая 2011 года в результате авиаудара ВВС НАТО по его дому в Триполи[215][216].
- 5 мая 2011 года. В результате налёта авиации НАТО было уничтожено несколько вертолётов вооружённых сил Ливии во время их транспортировки на автоприцепах для перевозки бронетехники[217].
- 10 мая 2011 года. В 2 часа ночи по местному времени авиация НАТО нанесла серию ударов по Триполи. Сообщалось, что предполагаемой целью авиаударов была резиденция Каддафи. В результате бомбардировок были повреждены несколько зданий, не имеющих военного назначения[218].
- 12 мая 2011 года. Утром авиация НАТО нанесла новый удар по резиденциям Каддафи[219].
- 13 мая 2011 года. Министр иностранных дел Италии Франко Фраттини предположил, что Каддафи, возможно, ранен и бежал из Триполи[220], однако позднее Каддафи в эфире государственного телевидения опроверг эти слухи[220].
- 16 мая 2011 года. ВМФ НАТО перехватил возле порта Мисураты заминированный катер, сообщает Reuters[221]. Также CNN сообщает, что правительство Ливии после визита в Триполи 15 мая представителя ООН попросило НАТО о прекращении огня[222].
- 20 мая 2011 года. Ночью силы НАТО нанесли авиаудар по 8 суднам, находящимся в портах Триполи, Аль-Хумса и Сирта[223]. Также Associated Press сообщает, что президент США Барак Обама продолжит ведение операции в Ливии без согласия конгресса, так как операция является принципиально важной для Америки[224].
- 22 мая 2011 года. Ночью авиация североатлантического альянса реализовала авиаудары по порту Триполи и по району Баб аль-Азизия[225].
- 23 мая 2011 года. Франция отправляет к ливийским берегам вертолётоносец «Мистраль» с ударными вертолётами на борту, сообщает Le Figaro[226].
- 24 мая 2011 года. В ночь на 24 мая авиация НАТО провела в Триполи широкомасштабную бомбардировку, сообщается о минимум 20 авиаударах и 150 пострадавших[227]. Вечером того же дня в Триполи были слышны взрывы от ещё 6 авиаударов[228].
- 25 мая 2011 года. По данным ливийского официального информагентства ВВС НАТО вечером бомбили портовый город Налют, расположенный в 230 километрах к западу от Триполи[229].
- 26 мая 2011 года. Agence France-Presse сообщает о новых рейдах ВВС НАТО[229].
- 27 мая 2011 года. По данным ливийского государственного информагентства JANA, авиация НАТО нанесла удары по городу Гарьян, расположенному к югу от Триполи[230].
- 28 мая 2011 года. По данным Agence France-Presse, военно-воздушные силы НАТО в ночь на 28 мая нанесли удары по столице Ливии[230].
- 2 июня 2011 года. По данным Agence France-Presse, в ночь на 2 июня ВВС Альянса нанесли новые авиаудары по столице Ливии Триполи, около 00:35 по местному времени было выпущено более шести ракет или бомб[231]. Также сообщается о решении представителей стран НАТО на совещании в Брюсселе продлить операцию до конца сентября 2011 года[232].
- 4 июня 2011 года. По данным Agence France-Presse, ВВС НАТО в 18:30 нанесли авиаудары по восточному пригороду Ливии — Таджуре, где находится военная база Каддафи. Reuters отмечает что авиаудары были нанесены до наступления темноты, что необычно. Власти Ливии факт авиаударов подтвердили[233]. По некоторым источникам, с 4 июня ВВС НАТО начали применение ударных вертолётов[234].
- 7 июня 2011 года. После утренних авиаударов[235] ливийский лидер выступил с обращением к согражданам. Затем силы НАТО провели ещё несколько масштабных бомбардировок[236]. Всего сообщается о минимум 60 авиаударах.
- 8 июня 2011 года. Продолжая отмечать день рождения полковника[237], НАТО по прежнему проводят бомбардировки ливийской столицы[238].
- 9 июня 2011 года. Agence France-Presse сообщает что ночью 9 июня ВВС НАТО нанесли авиаудары по району Баб аль-Азизия в Триполи, где находится резиденция Муаммара Каддафи[239]. Также Reuters сообщает о том, что Германия, возможно, отправит в Ливию наземный контингент после окончания операции НАТО[240].
- 10 июня 2011 года. Телеканалу CNN было заявлено, что резолюция совбеза ООН разрешает уничтожение полковника Муаммара Каддафи, об этом заявил высокопоставленный представитель НАТО, пожелавший сохранить анонимность[241].
- 13 июня 2011 года. По сообщениям агентства Reuters, Германия признала повстанческий НПС законной властью в Ливии[242].
- 15 июня 2011 года. После некоторого перерыва ВВС НАТО возобновили бомбардировки Триполи[243].
- 16 июня 2011 года. Сообщается о нескольких взрывах в районе расположения резиденции полковника Каддафи[244]. Также ВВС НАТО нанесли авиаудар по подразделениям повстанцев, сообщает Reuters. Представители НАТО заявили, что ошибочный выбор цели был обусловлен местоположением сил повстанцев в районе, контролируемом войсками Каддафи[245].
- 19 июня 2011 года. ВВС НАТО нанесён авиаудар по Триполи, по сообщениям ливийских властей погибли мирные жители (Reuters)[246].
- 20 июня 2011 года. Командование НАТО признало ошибочность авиаударов по жилым домам в Триполи[247], но отвергло обвинения в авианалёте по городу Сарман[248].
- 28 июня 2011 года. Власти Германии заявили, что готовы поставлять НАТО для войны в Ливии детали для бомб, боеприпасы и технические средства[249].
- 29 июня 2011 года. Во французской газете Le Figaro появилась информация о том, что Франция тайно снабжает ливийских повстанцев оружием[250].
- 30 июня 2011 года. Spiegel сообщает, что НАТО отказалось от поставок Германии[251].
- 6 июля. В этот день состоялось заседание высшего совета обороны Италии под председательством президента республики Джорджо Наполитано, в котором приняли участие премьер-министр Италии Сильвио Берлускони, министр иностранных дел Франко Фраттини, глава МВД Роберто Марони, министр экономики и финансов Джулио Тремонти, глава минобороны Иньяцио Ла Русса, министр экономического развития Паоло Романи и начальник главного штаба национальных вооружённых сил генерал Бьяджо Абрате. По решению совета, было решено продолжить участие Италии в военной операции в Ливии[252].
- Середина сентября Битва за Сирт
- 20 октября 2011 года Убийство Муаммара Каддафи после завершения битвы за Сирт
- 22 октября 2011 года Военная операция НАТО в Ливии будет окончена 31 октября. Об этом заявил генеральный секретарь организации Андерс Фог Расмуссен, сообщает Associated Press[253].

## Помощь Белоруссии правительству Каддафи
Официально Республика Беларусь лишь на дипломатическом уровне поддержала ливийские власти и не заявляла о помощи со стороны своих военных в борьбе с интервентами.
Более того, МИД Белоруссии отрицал какое-либо участие республики в гражданской войне. Однако с самого начала войны периодически всплывали сообщения об оружейных поставках, работе белорусских военных советников и наёмников.
По данным СИПРИ и других западных источников, 15 февраля из Барановичей в Ливию вылетел транспортник Ил-76. Согласно их предположениям, самолёт вёз оружие для войск Каддафи. По мнению белорусского военного аналитика Александра Алесина, отправка в страну какого-либо оружия нецелесообразна, поскольку ливийская армия на тот момент была хорошо обеспечена. Гораздо большую необходимость, как заявил обозреватель, представляли военные специалисты и ремонтники, которые бы поддерживали боеспособность техники и её ремонт.
25 февраля в западных СМИ появилась информация, что в подавлении уличных беспорядков участвуют белорусские, а также сербские, украинские и румынские наёмники. Иностранные бойцы пилотируют боевую авиацию, обстреливая оппозицию и также проводят патрулирование и зачистку улиц на автомобилях.
6 апреля издание «Комсомольская правда» выпустило статью о содействии белорусских военных советников и наёмников правительственным силам, особенно в деле устойчивости при иностранной интервенции. Как сообщалось, военнослужащие республики убедили ливийцев отдать предпочтение вооружённым пикапам вместо бронетехники, а также внести в тактику некоторые элементы партизанской войны, тем самым снизив эффективность авиаударов НАТО и увеличив мобильность войск. Благодаря их содействию, в конце марта—начале апреля войска Каддафи даже смогли перейти в контрнаступление. «Комсомольская правда» говорила, что военные занимались подготовкой ливийских силовиков, ремонтом и эксплуатацией военной техники. Сообщалось и о наёмниках с индивидуальными контрактами, и о бывших бойцах 334-го отряда из состава 5-й отдельной бригады спецназначения. Некоторые из них предположительно проходили подготовку на российских базах спецназа и участвовали в войне в Афганистане.
Как заявил советник посольства Беларуси в Триполи Георгий Громыко, до гражданской войны и иностранной интервенции в стране находился контингент из 500 белорусских военных советников, инструкторов и специалистов, но с началом боевых действий часть из них эвакуировали. Однако по словам военного атташе Игоря Качугина, официально в страну военные не направлялись. Тем не менее он не исключил, что кто-то мог заключить индивидуальные контракты с ливийскими силовыми структурами. Редакция «Комсомольской правды» связалась с Михаилом, одним из таких наёмников. Он сообщил, что его зарплата в Ливии составляет 3000 долларов. По информации собеседника, в стране при вооружённых силах находятся несколько сотен белорусов.
По мнению военного обозревателя Александра Алесина, озвученного им на «Еврорадио», основу контингента белорусских военных специалистов в Ливии составили отставные военные, поскольку официально государство старается не отправлять действующие армейские кадры в «горячие точки». Белорусская армия, как отметил Алесин, не единожды сокращалась (особенно в 1990-х), многие контрактники уходили из-за низких зарплат. Часть уволенных пошли в наемники. Количество белорусов в Ливии эксперт оценил от нескольких десятков до нескольких сотен человек. Возможно, это летчики, специалисты по обслуживанию технической авиации и боевой техники, штабные офицеры и специалисты спецопераций — например, снайперы. По мнению обозревателя, некоторые могли уже участвовать в других конфликтах на территории африканского континента.
Вновь о белорусском участии заговорили в августе—сентябре, когда появилась информация о присутствии белорусов, в том числе снайперов, на северо-западе страны, где они могли вступить в прямые столкновения со спецподразделениями НАТО, ОАЭ и Катара. Четверо граждан Белоруссии (Валерий Гардиенко, Игорь Едимичев, Фёдор Труфанов и Вячеслав Качура) даже были взяты в плен повстанцами в Триполи, где их приговорили к 10 годам тюрьмы за сотрудничество с лоялистами. Посредством длительным переговоров удалось добиться досрочного освобождения граждан республики, последний из которых, Качура, при содействии главы Чечни Рамзана Кадырова, вернулся домой в 2018 году. Ранее он был начальником штаба 334-го отряда специального назначения.

## Потери сторон и жертвы авиаударов
По официальным данным Ливии, в ходе операции силы НАТО потеряли не менее трёх летательных аппаратов: один самолёт F-15E «Strike Eagle» (21 марта 2011), один беспилотный летательный аппарат MQ-8B Fire Scout (изначально выдававшийся ливийской стороной за пилотируемый боевой вертолёт AH-64) и ещё один вертолёт, сбитый 10 июня 2011 года в районе города Злитан (в 30 км к западу от Мисураты) и упавший в море.
По данным министерства здравоохранения Ливии, с начала операции (19 марта) по 26 мая в Ливии погибло более 700 мирных жителей (по другим данным более 1000).
По данным Ирана, от авиаударов НАТО в Ливии погибло 40000 мирных жителей.
Международная комиссия по расследованию событий в Ливии, учрежденная Советом по правам человека (ООН), пришла к выводу, что «НАТО провела кампанию, отличавшуюся высшей степенью избирательности, и явно продемонстрировала решимость избежать жертв среди гражданского населения».

## Международная реакция на интервенцию
Международное сообщество разделилось в оценке происходящих в Ливии событий. Восемнадцать стран приняло непосредственное участие в интервенции в Ливию. В то же время часть стран расценило действия сил международной коалиции как выходящие за рамки резолюции Совета Безопасности ООН № 1973 и нарушение суверенитета государства. С подобными заявления выступали официальные лица Венесуэлы, России, Белоруссии, Китая, Боливии, Турции, Уганды, ЮАР и ряда других.